# ミドルタウン (カリフォルニア)
ミドルタウン (Middletown) はカリフォルニア州レイク郡にあるCDPである。2000年の国勢調査で、ここは総人口1,020人である。

## 地理
ミドルタウンは北緯38度45分10秒、西経122度37分1秒 (38.752735, -122.616959) に位置する。
アメリカ国勢調査局によると、ここは総面積6.7 km2 (2.6 mi2) である。すべてが陸地であり、河川や湖沼は存在しない。

## 人口動静
2000年の国勢調査で、このCDPは人口1,020人、392世帯、及び263家族が暮らしている。人口密度は152.6/km2 (395.6/mi2) である。63.9/km2 (165.6/mi2) の平均的な密度に427軒の住宅が建っている。CDP の人種的な構成は白人83.73%、アフリカ系アメリカ人0.39%、ネイティブ・アメリカン1.86%、アジア系1.67%、太平洋諸島系0.69%、その他の人種8.24%、及び混血3.43%である。人口の22.84%はヒスパニック及びラテン系である。
392世帯がのうち、32.9%が18歳未満の子供を持ち、47.4%が夫婦である、12.0%の戸主が夫の無い女性で、32.7%が家族ではない。全世帯のうち24.0%が一人暮らし、そして10.2%が65歳以上の一人暮らしである。平均世帯構成人数は2.56人、平均家族数は3.05人である。
CDPの人口のうち18歳未満は26.6%、18歳から24歳が7.5%、26.9%が45歳から64歳、65歳以上が15.2%である。平均年齢は38歳。女100人に対し110.3人、18歳以上の場合は105.2人の男が居る。
CDP の中で世帯毎の平均な年収は35,278USドルであり、家族毎の平均な年収は38,571USドルである。男性の平均な年収が33,278USドルに対し女性は26.515USドルである。一人当りの収入 (per capita income) は14,135USドルである。人口の20.9%及び家族の21.2%は貧困線以下である。全人口のうち18歳未満の22.1%及び65歳以上の28.3%は貧困線以下の生活を送っている。
都市部とは、この町とナパ郡とソノマ郡を結ぶ狭く曲がりくねった道で遠く隔たっており、ミドルタウンはサンタローザや他のノース・ベイの都市で働く人々のベッドタウンとなっている。上昇するベイ地区の地価は多くの片道１時間以上かけて山を越え通勤する人々を齎した。
1900年代中盤、ベイ地区は休暇のための行楽地として有名だったが、1970年代にそれらは破損し、閉鎖した。牧畜と農業は20世紀後半の重要な産業であった。しかし、それらの経済的生育能力が衰えたため、多くの地主は開発を土地から利益を生み出す手段として見ている。